# Yōko Kanno
Yōko Kanno (jap. 菅野よう子 Kanno Yōko; ur. 19 marca 1964 w prefekturze Miyagi) – japońska kompozytorka. Debiutowała jako organistka w zespole TETSU100%.

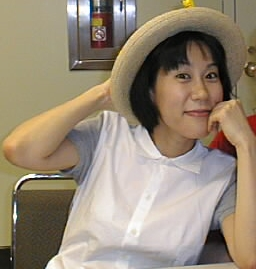
Yōko Kanno (Otakon 1999)

Tworzy muzykę głównie do anime, w tym do kilku najbardziej znanych w tym gatunku (Macross Plus, Cowboy Bebop, Tenkū no Escaflowne, Ghost in the Shell: Stand Alone Complex). Prócz tego pisze muzykę do filmów telewizyjnych i gier komputerowych.

## Ścieżki dźwiękowe

### Anime
- 1994: Macross Plus
- 1995: Macross Plus MOVIE EDITION
- 1995: Memories muzyka do opowieści Kanojo no omoide
- 1996: The Vision of Escaflowne
- 1997: Noiseman Sound Insect
- 1998: Cowboy Bebop
- 1998: Brain Powered
- 1999: Turn A Gundam
- 2001: Arjuna – córka Ziemi
- 2002: Turn a Gundam The Movie
- 2002: Ghost in the Shell: Stand Alone Complex
- 2003: Wolf’s Rain
- 2004: Ghost in the Shell: S.A.C. 2nd GIG
- 2005: Genesis of Aquarion
- 2006: Ōban Star-Racers
- 2006: Ghost in the Shell: Stand Alone Complex Solid State Society
- 2007: Brama piekieł
- 2007: Genesis of Aquarion OAV
- 2007: Genius Party muzyka do opowieści Baby Blue
- 2007: Genesis of Aquarion The Movie
- 2008: Macross Frontier
- 2012: Wzgórze Apolla
- 2014: Zagadkowi terroryści

### Filmy
- 1996: Boku wa benkyou ga dekinai
- 1997: Natsujikan no otonatachi
- 2000: Escaflowne
- 2001: Kowboj Bebop
- 2002: Mizu no onna
- 2002: Tokyo.sora
- 2004: Shimotsuma monogatari
- 2005: Ashura
- 2006: Hachimitsu to Clover

### Gry
- Cowboy Bebop
- Earthwinds
- Genghis Khan
- Napple Tale
- Nobunaga’s Ambition
- Ragnarok Online II
- Romance of the Three Kingdoms
- Storm of the Meiji Restoration
- True Legend of Nobunaga I & II
- Uncharted Waters I & II